# Eslovenia en los Juegos Paralímpicos de Atenas 2004
Eslovenia estuvo representada en los Juegos Paralímpicos de Atenas 2004 por un total de 28 deportistas, 14 hombres y 14 mujeres.

## Medallistas
El equipo paralímpico esloveno obtuvo las siguientes medallas:
| Nombre         | Deporte       | Evento                             |
| -------------- | ------------- | ---------------------------------- |
| Oro            |               |                                    |
| Mateja Pintar  | Tenis de mesa | Individual 3 femenino              |
| Plata          |               |                                    |
| Tatjana Majcen | Atletismo     | Jabalina F54/55 femenino           |
| Franc Pinter   | Tiro          | Rifle de aire de pie SH1 masculino |
| Bronce         |               |                                    |
| Tatjana Majcen | Atletismo     | Peso F54/55 femenino               |